# Etsuko Kozakura
Etsuko Kozakura  (小桜 エツコ?, Kozakura Etsuko), pseudonimo di Kumi Domon (土門 久美?, Domon Kumi), da non sposata Uchino (内野?) (Mizuho, 22 febbraio 1971) è una doppiatrice giapponese, affiliata con la Ohsawa Jimusho.. È sposata con l'ex attore Jin Domon.
Etsuko Kozakura ha doppiato il personaggio di Tuffy nella serie Tom & Jerry e Piedino  nella serie di film Alla ricerca della Valle Incantata.

## Ruoli principali

### Serie animate
- Atashinchi - Yuri Ishida
- Bomberman B-Daman Bakugaiden - Aobon
- Chi's sweet home - Yamada, Youhei
- Digimon Adventure - Pinnochimon
- Danny Phantom - Youngblood
- El Hazard - Alielle
- Gate Keepers - Megane
- Kaleido Star - Jonathan
- Lucky Star - Female ANIMATE Worker, Tamama (OVA)
- Mirmo - Mirmo
- Nura: Rise of the Yokai Clan - Natto-kozo
- Panyo Panyo Di Gi Charat - Meek
- Pokémon Diamante e Perla - Pochama (Piplup) di Lucinda
- Sakura Wars - Coquelicot
- Keroro - Tamama
- Sonic X - Cosmo
- Chi ha bisogno di Tenchi? - Ryo-Ohki
- Tokimeki Memorial Girl's Side: 2nd Kiss - Chiyomi Onoda
- A Tree of Palme - Moo
- Sei in arresto! - Yoriko Nikaido
- Azuki-chan - Daizu Noyama

### Videogiochi
- Blue Dragon - Marumaro
- Brave Fencer Musashi - Princess Fillet
- Cyberbots: Full Metal Madness - Devilotte de Death Satan IX
- D2 - Jannie
- Digimon Survive - Puppetmon
- Dragalia Lost - Martimus
- Final Fantasy Crystal Chronicles Remastered - Artemicion
- Granblue Fantasy - Cait Sith
- Keroro RPG: Kishi to Musha to Densetsu no Kaizoku - Tamama
- Mario & Sonic ai giochi olimpici invernali - Omochao
- Mario & Sonic ai giochi olimpici di Tokyo 2020 - Omochao
- PokéPark Wii: La grande avventura di Pikachu - Piplup
- Project X Zone - Devilotte de Death Satan IX
- Sakura Wars 3: Is Paris Burning? - Coquelicot
- Sakura Wars 4: Fall in Love, Maidens - Coquelicot
- Sonic Adventure 2 - Omochao
- Sonic Heroes - Omochao
- Sonic Riders - Omochao
- Sonic e gli Anelli Segreti - Omochao
- Sonic Free Riders - Omochao
- Sonic Generations - Omochao
- Team Sonic Racing - Omochao
- Sonic x Shadow Generations - Omochao
- Tales of Innocence - Coda
- Thousand Arms - Marion
- White Knight Chronicles - Rocco
- White Knight Chronicles II - Rocco
- Yo-kai Watch - Jibanyan
- Yo-kai Watch 2 - Jibanyan
- Yo-kai Watch 3 - Jibanyan